# L'ospite senza nome
L'ospite senza nome (When the Door Opened) è un film muto del 1925 diretto da Reginald Barker.

## Trama
Tornato a casa inaspettatamente, Clive Grenfal spara a Henry Morgan, l'uomo che ha sorpreso insieme alla moglie. Credendo di averlo ucciso, Clive fugge, riparando in Canada. Qui, diventa una sorta di eremita, pensando di essere ricercato dalla polizia per l'omicidio di Morgan.
In mezzo ai boschi, conosce l'anziano de Fontenac, un uomo estremamente gentile che vive nel suo castello insieme alla nipote Teresa. La ragazza e Clive si innamorano l'uno dell'altra, ma l'uomo nasconde i suoi sentimenti, perché crede sempre di essere un fuggitivo che non ha il diritto di coinvolgere l'innocente ragazza. Ma il giorno in cui si presenta Henry Morgan e che costui insidia proprio Teresa, Clive protegge la giovane: saputo che la moglie ha ottenuto il divorzio sposandosi poi con Morgan, si sente libero per rivelare finalmente il suo amore a Teresa.

## Produzione
Il film fu prodotto dalla Fox Film Corporation.

## Distribuzione
Distribuito dalla Fox Film Corporation, il film - presentato da William Fox - uscì nelle sale cinematografiche USA il 6 dicembre 1925.

## Censura
Per la versione da distribuire in Italia, la censura italiana apportò le seguenti modifiche:
- Nel primo atto accennare appena la scena in cui si vedono gli adulteri baciarsi e soppressione della didascalia: "Sei tutta la mia gioia" - "Amore" - "Mi farai morire".
- Nel 4° atto abbreviazione della scena di baci tra Mario e la signorina.
- Nell'ultimo atto accennare appena il pugilato tra i due uomini.[1]

## Divieti
In Italia il film venne vietato ai minori di 15 anni.